# Santana da Serra
Santana da Serra é uma povoação portuguesa sede da Freguesia de Santana da Serra do Município de Ourique, freguesia com 190,81 km² de área e 660 habitantes (censo de 2021), tendo, por isso, uma densidade populacional de 3,5 hab./km²
Santana da Serra está situada nas faldas da serra de Monchique, na margem esquerda de uma ribeira afluente do rio Mira. Destacou-se em tempos com a sua produção cerealífera, lagares de azeite e sua indústria de moagem.
A antiga freguesia era capelania da Ordem de Santiago, sendo o capelão freire professo da mesma ordem.
Terra de touros bravos, é também um lugar de realço international em matéria de preservação das especies domesticadas. A National Géographic relata que, há duas décadas, praticamente a raça bovina autóctone Garvonesa estava extinta mas graças a António Semedo foi preservada.
O Alentejo e a sua serra sao a maior região de Portugal. Santana da serra é uma das aldeias genuínas do Alentejo por estar no coraçao da serra e oferecer um espetaculo de cores na primavera. Em abril e maio Santana e sua serra transforma-se num quadro vivo, onde as flores de ciste (esteva), com o seu brilho delicado, pintam a paisagem de toques vibrantes de branco e rosa. Tal como as cerejeiras em flor do Japão, que encantam os parques com a sua beleza efémera, os estevas florescem sob o sol, espalhando um perfume subtil que perfuma o ar quente. Nos campos e ao longo dos caminhos, estas flores de pétalas rugosas dançam suavemente ao sabor do vento, criando um mar de cores vibrantes que contrasta com o solo dourado.
Muitas pessoas da regiao percorrem trilhos ladeados de cistes em flor, assim como os japoneses se juntam debaixo das cerejeiras para o hanami. É o momento ideal para passear e apreciar a natureza, quando o ar é ameno e a paisagem está em plena efervescência.
O Alentejo no seu inteiro oferece um estilo de vida tranquilo, belas praias intocadas e cidades com atrações e personagens históricas. Com cinco títulos da UNESCO e diversos reconhecimentos internacionais, o Alentejo tem opções para todos os tipos de viajantes.

## Demografia
Santana da Serra viveu uma evolução demográfica marcada por altas taxas de natalidade, condições de vida difíceis e um êxodo rural acentuado por desenvolvimentos políticos e económicos. 
Os principais fenômenos populacionais em Santana da Serra, refletidos nas suas características demográficas ao longo do tempo, incluem:
```
1.  Crescimento Populacional Inicial
```

- Altas Taxas de Natalidade : Nas décadas de 1800 e 1900, as famílias eram geralmente numerosas, resultando em um crescimento populacional considerável.
- Mortalidade Infantil : Apesar das altas taxas de natalidade, a mortalidade infantil era elevada, mas algumas melhorias em condições de saúde começaram a ocorrer ao longo do tempo.
2. Emigração
- Emigração Precoce : No final do século XIX e início do século XX, alguns habitantes começaram a emigrar em busca de melhores oportunidades, principalmente para as colônias portuguesas ou para a América.
- Êxodo Rural : Nas décadas de 1930 e 1940, começou a haver uma movimentação de jovens em direção às cidades, em busca de trabalho e melhores condições de vida, intensificando-se na década de 1970.
3. Despopulação
- Desafios Econômicos : A pobreza e a falta de oportunidades nas áreas rurais levaram a uma despopulação significativa, especialmente a partir da década de 1970, quando muitos jovens deixaram a aldeia.
- Envelhecimento da População : Com a saída dos jovens, a população remanescente tornou-se cada vez mais envelhecida, o que trouxe desafios adicionais para a comunidade em termos de sustentação dos serviços e da vitalidade social.
4. Mudanças Sociais e Estruturais
- Impacto do Estado Novo : O regime autoritário de Salazar teve um efeito significativo nas condições de vida, exacerbando as desigualdades sociais e dificultando a organização dos trabalhadores rurais.
- Reformas Agrárias : A Revolução dos Cravos em 1974 trouxe reformas que tentaram redistribuir a terra, mas o impacto foi variável e muitas vezes insuficiente para reverter a despopulação.
5. Revitalização
- Iniciativas de Desenvolvimento Rural : Nos últimos anos, tem havido uma vontade de revitalizar a região através do turismo rural e do incentivo à agricultura sustentável.
- Offerta inovante de soluçoes habitacionais perto do lar: Uma solução habitacional que se adapta, protege e cuida, aproximando-se do lar de idosos. Assim, pessoas que não desejam, ou não podem por falta de lugar, ir a um lar de idosos podem beneficiar de serviços quase equivalentes. Se necessário, também podem acessar abordagens terapêuticas personalizadas em um espaço que se conecta com o bairro preservando os seus direitos e libredades de ir até ao café por exemplo.
Nota: No censo de 1864 aparece designada por Serra.
A população registada nos censos foi:
| Distribuição da População por Grupos Etários | Distribuição da População por Grupos Etários | Distribuição da População por Grupos Etários | Distribuição da População por Grupos Etários | Distribuição da População por Grupos Etários |
| -------------------------------------------- | -------------------------------------------- | -------------------------------------------- | -------------------------------------------- | -------------------------------------------- |
| Ano                                          | 0-14 Anos                                    | 15-24 Anos                                   | 25-64 Anos                                   | > 65 Anos                                    |
| 2001                                         | 78                                           | 105                                          | 518                                          | 438                                          |
| 2011                                         | 47                                           | 52                                           | 360                                          | 391                                          |
| 2021                                         | 41                                           | 30                                           | 259                                          | 330                                          |

## História
O facto de Santana da Serra não ter sido palco de muitos acontecimentos históricos, dificulta situá-la no tempo. Em 1876 o número de habitantes justificou a construção da actual igreja. Santana da Serra aparece num livro sobre José Joaquim de Sousa Reis, que foi, durante as lutas entre Liberais e absolutistas (estes últimos também conhecidos por miguelistas por seguirem o pretendente ao trono D. Miguel), foi um dos grandes guerrilheiros defensores do absolutismo. Teria sido nestas serras pouco acessíveis que José Joaquim de Sousa Reis XIX, mais conhecido por Remexido e célebre pelos seus assaltos aos lavradores da região, se escondia. Os roubos exercidos por Remexido tinham por principal objetivo alimentar os seus guerreiros.
Um dia, o Remexido entrou na herdade de um lavrador que era muito esperto. O lavrador, sabendo que o Remexido podia aparecer, resolveu fazer uma armadilha. Deixou um saco de dinheiro à vista e escondeu-se.
Quando o Remexido viu o saco, ficou todo contente e foi logo a correr pegá-lo ! Assim que agarrou o dinheiro, o lavrador saltou do esconderijo e gritou: "Olha, Remexido, apanhaste a isca!"
O Remexido, com um sorriso, respondeu: "E tu caíste na minha armadilha de seres tão esperto!"
No entanto, o apoio de Remexido ao absolutismo revela várias contradições. Os seus métodos, muitas vezes violentos, como os assaltos a lavradores, contrastavam com a defesa da ordem que o absolutismo prometia. Enquanto lutava por uma causa maior, a sua busca por poder e sobrevivência levava ao caos nas comunidades que dizia proteger, levantando questões sobre as suas verdadeiras motivações. Além disso, ao apoiar D. Miguel, que favorecia a nobreza, Remexido podia ser visto como traidor dos interesses dos mais pobres, que precisavam de mudanças sociais significativas.
Essas complexidades fazem de Remexido um herói ambíguo no folclore português. A sua história não só reflete as tensões entre tradição e mudança, mas também enriquece a cultura popular e a literatura, onde personagens como ele são retratados de maneira mais nuançada. Essa dualidade convida à reflexão sobre a natureza do heroísmo e da justiça em tempos de crise.
A moral positiva a retirar desta história é que a busca por identidade e justiça é um processo complexo. As contradições na vida de Remexido lembram-nos que as tensões entre tradição e modernidade são naturais e que, em vez de ver essas divergências como fraquezas, devemos reconhecê-las como oportunidades de aprendizagem e crescimento. Isso valoriza a complexidade humana, incentivando discussões respeitosas e diálogos enriquecedores, além de inspirar a criação artística.
Assim, a história de Remexido é uma rica fonte de inspiração e reflexão, contribuindo para um legado cultural que continua a ressoar na sociedade contemporânea.
Muito antes disso, com a chegada dos judeus (séculos XII a XV) e muçulmanos(séculos VIII a XII) à Serra Alentejana foi um momento decisivo que moldou a cultura da região. Apesar das dificuldades e injustiças enfrentadas, a memória desses povos continua a inspirar reflexões sobre tolerância, esperança e resiliência. Ao falar de "juderia" para evocar a injustiça( lembrança das perseguiçoes sufridas pelos judeus) e de "Oxalá" para expressar esperança, ( se Deus quiser) os habitantes da Serra Alentejana perpetuam a memória dessas comunidades que tanto contribuíram para a sua história.